# دیپان
دیپان (انگلیسی: Dheepan) فیلمی به کارگردانی ژاک اودیار است که در سال ۲۰۱۵ منتشر شد. این فیلم در جشنواره فیلم کن ۲۰۱۵ به نمایش درآمد و توانست نخل طلا این دوره از جشنواره را به خود اختصاص دهد.

ژاک اودیار در خلق این اثر، از کتاب نامه‌های ایرانی اثر شارل دو مونتسکیو الهام گرفته است.

## داستان
یک جنگجوی تامیلی پس از اتمام جنگ داخلی سری‌لانکا به همراه دو نفر غریبه که وانمود می‌کند زن و فرزندش هستند، به کشور فرانسه پناهنده می‌شود، وی در کشور جدید در یکی از شهرهای حومه پاریس می‌تواند در ساختمانی به عنوان نگهبان مشغول به کار گردد. او امیدوار است بتواند در این محیط برای خود و زن و دختری که همراهش شده‌اند زندگی جدیدی بسازد، ولی مجبور است با مشکلات و چالش‌های تازه‌ای دست و پنجه نرم کند.

## بازیگران
- آنتونی‌تاوسن جیسوتاوسن در نقش دیپان
- ونسان روتیرز در نقش ابراهیم
- مارک زینگا در نقش یوسف

## جوایز
| جشنواره              | جایزه   | نام        | نتیجه |
| -------------------- | ------- | ---------- | ----- |
| جشنواره فیلم کن ۲۰۱۵ | نخل طلا | ژاک اودیار | برنده |